# Margot Becke-Goehring
Margot Becke-Goehring (Olsztyn, 10 de junio de 1914 - Heidelberg, 14 de noviembre de 2009)  fue una profesora de química inorgánica de la Universidad de Heidelberg que se especializó en los compuestos fósforo-nitrógeno y sulfuro-nitrógeno. Una de sus contribuciones más notables a la química inorgánica fue su trabajo en la síntesis y estructura del compuesto politiazil, tetranitruro de tetraazufre, el primer compuesto superconductor no metálico descubierto. Además, descubrió el heptasulfuro imida (S7NH). Fue directora del Instituto Gmelin de Química Inorgánica de la Sociedad Max Planck, que editó la base de datos de química inorgánica denominada Gmelins Handbuch der anorganischen Chemie.El 22 de febrero de 1966 fue nombrada rectora de la Universidad de Heidelberg, siendo así la primera mujer en ostentar ese cargo.

## Biografía
Margot Becke Goehring recibió su educación básica en la escuela secundaria de Erfurt, y tras obtener el graduado en 1933, se formó en Química en Halle y Múnich. En 1938 recibió su doctorado bajo la dirección del químico alemán Hellmuth Stamm, y permaneció en la universidad. Debido a la escasez de población masculina durante la Segunda Guerra Mundial, y gracias a las sugerencias del químico Karl Ziegler, premiado con un Nobel en 1963, tras obtener su doctorado en 1944 pudo desarrollar rápidamente los resultados de su investigación y llegar al grado posdoctoral de habilitación de la academia alemana.
Tras el fin de la Segunda Guerra Mundial, Margot Becke-Goehring fue retenida brevemente por las fuerzas de ocupación estadounidenses. Ella utilizaba óxido de deuterio para su programa de investigación y, aunque no tenía nada que ver con la física nuclear, la armada de Estados Unidos creyó erróneamente que Margot estaba involucrada en un posible programa nuclear alemán.
En 1946, se convirtió en profesora de la Universidad de Heidelberg y en 1947 en profesora asociada de química inorgánica. Conoció a su futuro marido en 1955, el químico industrial Friedrich Becke.En 1959 se convirtió en profesora titular y en 1961 fue decana de la Facultad de Ciencias Naturales. En el mismo año recibió el Premio Alfred Stock Memorial.
De 1966 a 1969, fue la primera mujer rectora de una universidad de Alemania Occidental. Ayudó a iniciar un predecesor de la BAFöG, una ley que regula el apoyo estatal a la educación de los estudiantes en Alemania.
Aunque fue una época complicada, con los disturbios estudiantiles que se sucedieron en 1968. Dado que ella estaba en contra de una politización de la universidad y quería haber introducido el "numerus Clausus" debido a la gran demanda en las universidades alemanas, no representaba la opinión de la mayoría de los estudiantes. Estos rociaron las paredes con pintadas como "Llevad a la Becke a la vuelta de la esquina". No cumplió con las demandas de la mayoría estudiantil e incluso dijo que estas demandas habían roto la relación de entre profesores y estudiantes. Cuando le preguntaron si consideraba su elección como directora de escuela secundaria como síntoma del progreso de la igualdad, ella lo negó: "Cuando fui elegida aquí, ni yo ni mis colegas sentimos tal sensación".Dos años después de su elección, renunció voluntariamente al cargo de rectora, para convertirse al año siguiente en directora del Instituto Gmelin de Química Inorgánica de la Sociedad Max Planck de Frankfurt, en 1969. Acerca de esta nueva aventura ella declaraba: "Miré al instituto y era peor de lo que había sospechado, pero también vi que había un montón de gente con talento que tenían motivación y esperanza".
Se retiró en 1979, pero hasta su muerte en 2009 continuó publicando trabajos acerca de la historia de la ciencia.

## Publicaciones
Inicialmente publicó bajo el nombre de Goehring y después Becke-Goehring, e investigó la química de los elementos del grupo principal. Su trabajo inicial se centró en los ácidos de oxígeno sulfúrico y los halogenuros de azufre. Más tarde, se interesó especialmente por los compuestos azufre-nitrógeno y fósforo-nitrógeno.  Su trabajo sobre el tetranitruro de tetrasulfuro (S 4 N 4 ) dio paso a décadas de investigación sobre este heterociclo inorgánico inusual y altamente reactivo.  También pudo determinar la estructura y la química del poli(nitruro de azufre), que más tarde resultó ser el primer superconductor no metálico.  Además, trabajó en sistemas de anillos de ocho miembros (por ejemplo, heptasulfur imida S 7 NH  y N 4 S 4 F 4 ), en anillos de seis miembros (por ejemplo, N 3 S 3 X 3 (X=F,Cl) y N 3 [S(O)Cl]), y en sistemas de anillos que incluyen átomos de azufre, nitrógeno y oxígeno, así como átomos de azufre, nitrógeno y carbono. También se llevaron a cabo investigaciones amplias sobre las reacciones de PCl 5 a cloruros de nitruro de fósforo (por ejemplo, P 3 NCl 12 ),  con las que se podían aislar y caracterizar diversas etapas intermedias. Además, investigó los sulfuros de fósforo y otros compuestos de azufre de fósforo en la década de 1970.
Entre sus publicaciones más destacadas en su campo de trabajo se encuentran las siguientes:
- The kinetics of dithionic ("La cinética del ditionico") (Doctorado, 1938)
- The sulfoxylic ("El sulfoxilico") (Habilitación, 1944)
- Short manual for qualitative analysis ("Breve manual de análisis cualitativo") (1961)
- Placement of qualitative analysis ("Lugar del análisis cualitativo" (1967)
- Coordination Chemistry ("Coordinación química) (1970)
- Margot Becke-Goehring, Dorothee Mussgnug : Memories - Gone with the wind almost ("Recuerdos - Casi llevados por el viento). University of Heidelberg 1933-1968. Verlag Dieter Winkler, Bochum 2005

## Premios y reconocimientos
- En 2017, la Universidad de Heidelberg inició un ciclo de conferencias en su recuerdo.[13]
- Debido a sus logros, también fue miembro de tres academias de ciencias: la Academia de Ciencias Leopoldina,[14] la Academia de Ciencias y Humanidades de Heidelberg,[15] y la Academia de Ciencias y Humanidades de Göttingen.  [16]
- Por su éxito en la edición del Gmelins Handbuch der anorganischen Chemie, recibió la moneda conmemorativa de Gmelin-Beilstein en 1980.[17]
- Desde 1977 ha sido miembra regular de la Academia de Ciencias de Heidelberg.[18]
- Fue elegida en 1969 como miembra de la Academia Alemana de Ciencias Leopoldina (fundada el 1 de enero de 1652 durante el Santo Imperio Romano).[18]
- Fue la primera mujer rectora de una universidad en Alemania Occidental, al asumir ese cargo en 1966 en la Universidad Ruprecht-Karls de Heidelberg.[19]
- Recibió el premio "Premio Alfred Stock Memorial" en 1961.[20][21]